# Francisco Javier Gómez Noya
Francisco Javier Gómez Noya (Basileia, 25 de março de 1983) é um triatleta galego, pentacampeão mundial.

## Carreira
Sua primeira vitória no Campeonato do Mundo de Triatlo em 2008 e no mesmo ano, foi 4º lugar nos Jogos Olímpicos de Pequim se tornou bicampeão mundial em 2010, e a medalha olímpica foi de prata na Olimpíada de Londres 2012, e posicionando entre os irmãos Brownlee.
Em Mundiais, Javier Gómez possui cinco títulos , 2008, 2010, 2013, 2014 e 2015, três vices e um terceiro lugar.
Tido como um dos favoritos no Ciclo olímpico de 2016, Noya se lesionou há três semanas dos Jogos, quando machucou o braço com uma bicicleta, na cidade de Lugo.